# René Enders
René Enders, född den 13 februari 1987 i Zeulenroda, Tyskland, är en tysk tävlingscyklist som tog OS-brons i lagsprint i bancykling vid olympiska sommarspelen 2008 i Peking. 